# Lachung Chu
Der Lachung Chu ist der etwa 56 km lange linke Quellfluss der Tista im Norden des indischen Bundesstaates Sikkim.

## Verlauf
Der Lachung Chu hat sein Quellgebiet an der Südostflanke des Dongkya Ri (6190 m) auf einer Höhe von etwa 5375 m. Von dort fließt der Lachung Chu 5,5 km in Richtung Westsüdwest, anschließend weitere 5,5 km nach Südwesten. Bei der Siedlung Yume Samdong wendet sich der Lachung Chu nach Süden. Am Flusslauf liegen die Orte Yumthang, Lachung, Beechu, Maltim Khedum und Bop. Ein größerer Nebenfluss ist der Sebuzung Chu von links. Der Lachung Chu trifft schließlich auf den weiter westlich fließenden Lachen Chu und vereinigt sich mit diesem zur Tista.

## Einzugsgebiet
Der Lachung Chu entwässert ein etwa 771 km² großes Gebiet im äußersten Nordosten von Sikkim. Im Westen und im Norden grenzt das Einzugsgebiet des Lachung Chu an das des Lachen Chu. Entlang der Wasserscheide im Osten verläuft die Grenze zur Volksrepublik China. Diese trennt das Einzugsgebiet des Lachung Chu von dem der Torsa.

## Hydrologie
Während der Monsunzeit zwischen Juni und Oktober fallen die meisten Niederschläge in der Region. Weitere hohe Abflüsse treten während der Schneeschmelze auf.